# Ловно оръжие
Ловното оръжие се дели на хладно и огнестрелно оръжие.
Огнестрелното също има своите подвидове, като основните класове са:
1. гладкоцевно
2. нарезно
3. комбинирано (от двете)

Набират популярност (основно в САЩ) и други огнестрелни оръжия – с предно пълнене и кремъчно искрово или капсулно възпламеняване и др. В България също след промяната в закона за КОС (контрол на общоопасните средства) има размит режим, който позволява притежаване на преднопълещи и с черен барут оръжия без разрешително, като не е изрично упоменато, че съставът на чл.339 от НК (наказателен кодекс) фиксира всякакви самоделки (нар. термин „тъпкалии“ за преднопълнещи) като незаконни, т.е. наказуеми. Гладкоцевните пушки биват едноцевни (популярни с названието тур. тек или тур. чифт за двоен- чифте), двуцевни, наричани според разположението на двете цеви надцевки и успоредки. По-рядко се изработват пушки с 3 или 4 цеви, които имат изключително колекционерска стойност. Обикновено това са комбинирани ловни пушки за стрелба с два различни боеприпаса – притежават една или две гладки голямокалибрени цеви и съответно две или една нарезна цев за стрелба с мощни далекобойни ловни куршуми.
Нарезните пушки (ловни карабини) обикновено са едноцевни, най-често са с болтов затвор, има и автоматични, работещи с отвеждане на част от барутните газове или на база на отката. По-редки са едноцевните чупещи се карабини, т.нар. „киплауф“.
Двуцевните карабини се наричат щуцери.

## Калибър
Всяка гладкоцевна ловна пушка се регистрира задължително с вписване големината на калибъра ѝ. За ловното оръжие е прието под това условно название да се разбира диаметъра на цевта, който е определен от диаметъра на броя оловни сачми, излети от един фунт (453 g) олово. Например – оръжието е 12 калибър, ако диаметърът на цевта му е еднакъв с диаметъра на една от 12 еднакви сачми, отлети от 1 фунт олово. Съответно 16 калибър (по-малък), ще има вътрешен диаметър на цевта еднакъв с диаметъра на една от 16-те броя еднакви по тегло сачми, отлети от 1 фунт олово.
Въпреки че терминът калибър се използва и за други видове оръжия, тази система за определяне размера на цевта не се използва. При нарезното оръжие, калибърът се определя като размер измерен с други мерни единици – метрична в милиметри, и имперска в обикновено десети от инч (2,54 cm).